# Campionato mondiale maschile di hockey su pista Porto 1991
Il Campionato del Mondo 1991 è stata la 30ª edizione del campionato del mondo di hockey su pista, massima competizione internazionale di hockey su pista organizzata dalla FIRS. Si è tenuta dal 19 al 27 luglio 1991 in Portogallo nelle città di Porto, presso l'impianto Pavilhão Rosa Mota, e Braga, presso l'impianto Pavilhão Flávio Sá Leite. Per la seconda volta nella storia della manifestazione fu prevista la disputa della finale per l'assegnazione del titolo.
Il torneo è stato vinto dal Portogallo, che ha sconfitto in finale i Paesi Bassi con il punteggio di 7-0, ottenendo il tredicesimo titolo iridato.
A retrocedere nel torneo di secondo livello del 1992 furono l'Angola, il Cile e l'Australia.

## Riassunto del torneo

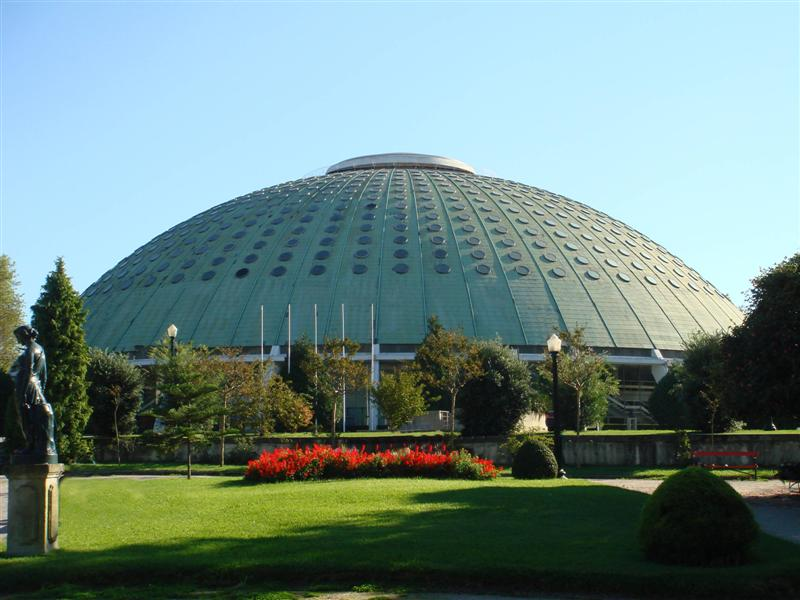
Il Pavilhão Rosa Mota teatro della finale della manifestazione.

### Prima fase
Nella prima fase, come per l'edizione precedente, le squadre partecipanti furono divise in due gironi da sei nazionali ciascuno disputati tramite la formula del girone all'italiana con gare di sola andata per un totale di cinque incontri per ciascuna nazionale.
Nel girone A, disputato a Braga, erano inserite la Spagna campione in carica, l'Italia, l'Argentina, la Germania, la Svizzera e l'Angola. Il girone venne dominato dalla nazionale spagnola capace di cogliere cinque successi su cinque gare sconfiggendo sia l'Argentina per 2 a 1 sia l'Italia per 4 a 0; al secondo posto giunse l'Italia con quattro vittorie. Più in difficoltà fu l'Argentina che oltre alle sconfitte contro gli spagnoli e gli italiani ottenne due vittorie e un pareggio contro l'Angola che chiuderà in ultima posizione il raggruppamento. Al termine del girone comunque furono qualificate ai quarti di finale le favorite Spagna, Italia e Argentina unitamente alla Germania quarta classificata; l'Angola e la Svizzera furono relegate al torneo per non retrocedere nel campionato del mondo B.
Nel girone B, disputato a Porto, erano inserite il Portogallo padrone di casa, gli Stati Uniti, il Brasile, i Paesi Bassi, il Cile e l'Australia. In questo girono il Portogallo ebbe vita facile vincendo agevolmente tutte le gare in programma soffrendo solo contro il sorprendete Brasile che si arrese solo per 2 reti a 1. Dietro ai portoghesi ci furono gli Stati Uniti che colsero quattro vittorie e, rispettivamente al terzo e al quarto posto, il Brasile e i Paesi Bassi. queste nazionali si qualificarono ai quarti di finale del torneo. Il Cile e l'Australia furono relegate al torneo per non retrocedere nel campionato del mondo B.

### Fase finale
Dopo che i pronostici della vigilia furono rispettati nella prima fase dove tutte le favorite per il titolo colsero la qualificazione, delle grosse sorprese vi furono nei quarti di finale. Infatti la Spagna, prima classificata nel girone A e campione in carica, venne clamorosamente sconfitta dai Paesi Bassi per 5 a 4; stessa sorte toccò all'Italia che venne eliminata dal Brasile con il punteggio di 6 a 5. Portogallo e Argentina centrarono la qualificazione alle semifinali contro Germani e Stati Uniti. In semifinale furono ancora i Paesi Bassi a sorprendere eliminando ai tiri di rigore la favorita Argentina mentre il Portogallo eliminando il Brasile si qualificava per la seconda volta consecutiva alla finale iridata. La finale giocata a Porto vide i padroni di casa vincere agevolmente per 7 a 0 laureandosi campioni del mondo. Al terzo posto giunse l'Argentina mentre Italia e Spagna si classificarono quinta e sesta. Nel girone per non retrocedere fu la Svizzera ad imporsi mentre come detto l'Angola, il Cile e l'Australia retrocedettero nel torneo B del 1992.

## Squadre partecipanti
| Squadra        | Qualificazione                   | Partecipazioni precedenti al torneo |
| -------------- | -------------------------------- | --- |
| Angola         | 9ª al campionato mondiale 1989   | 4 (1982, 1986, 1988, 1989) |
| Argentina      | 5ª al campionato mondiale 1989   | 16 (1960, 1962, 1964, 1966, 1968, 1970, 1972, 1974, 1976, 1978, 1980, 1982, 1984, 1986, 1988, 1989)                                                                               |
| Australia      | 3ª al campionato mondiale B 1990 | 7 (1972, 1974, 1976, 1978, 1980, 1982, 1989) |
| Brasile        | 1ª al campionato mondiale B 1990 | 13 (1953, 1956, 1962, 1966, 1970, 1974, 1976, 1978, 1980, 1982, 1984, 1986, 1988)                                                                                                 |
| Cile           | 4ª al campionato mondiale 1989   | 12 (1954, 1955, 1962, 1966, 1970, 1972, 1978, 1980, 1982, 1984, 1986, 1989) |
| Germania Ovest | 7ª al campionato mondiale 1989   | 22 (1936, 1939, 1950, 1951, 1953, 1954, 1955, 1956, 1958, 1960, 1962, 1964, 1968, 1970, 1972, 1974, 1976, 1978, 1982, 1984, 1988, 1989)                                           |
| Italia         | 3ª al campionato mondiale 1989   | 29 (1936, 1939, 1947, 1948, 1949, 1950, 1951, 1952, 1953, 1954, 1955, 1956, 1958, 1960, 1962, 1964, 1966, 1968, 1970, 1972, 1974, 1976, 1978, 1980, 1982, 1984, 1986, 1988, 1989) |
| Paesi Bassi    | 6ª al campionato mondiale 1989   | 24 (1948, 1949, 1950, 1951, 1952, 1953, 1954, 1955, 1956, 1958, 1960, 1962, 1964, 1966, 1968, 1970, 1972, 1974, 1976, 1980, 1982, 1984, 1986, 1989)                               |
| Portogallo     | 2ª al campionato mondiale 1989   | 29 (1936, 1939, 1947, 1948, 1949, 1950, 1951, 1952, 1953, 1954, 1955, 1956, 1958, 1960, 1962, 1964, 1966, 1968, 1970, 1972, 1974, 1976, 1978, 1980, 1982, 1984, 1986, 1988, 1989) |
| Spagna         | 1ª al campionato mondiale 1989   | 27 (1947, 1948, 1949, 1950, 1951, 1952, 1953, 1954, 1955, 1956, 1958, 1960, 1962, 1964, 1966, 1968, 1970, 1972, 1974, 1976, 1978, 1980, 1982, 1984, 1986, 1988, 1989)             |
| Stati Uniti    | 8ª al campionato mondiale 1989   | 13 (1966, 1968, 1970, 1972, 1974, 1976, 1978, 1980, 1982, 1984, 1986, 1988, 1989)                                                                                                 |
| Svizzera       | 2ª al campionato mondiale B 1990 | 22 (1936, 1939, 1947, 1948, 1949, 1950, 1951, 1952, 1953, 1954, 1955, 1956, 1958, 1962, 1964, 1966, 1968, 1974, 1980, 1982, 1984, 1989)                                           |

## Svolgimento del torneo

### Prima fase

#### Girone A
| Pos | Squadra   | Pt | G | V | N | P | GF | GS | DG  |
| --- | --------- | -- | - | - | - | - | -- | -- | --- |
| 1.  | Spagna    | 10 | 5 | 5 | 0 | 0 | 34 | 5  | +29 |
| 2.  | Italia    | 8  | 5 | 4 | 0 | 1 | 25 | 7  | +18 |
| 3.  | Argentina | 5  | 5 | 2 | 1 | 2 | 14 | 6  | +8  |
| 4.  | Germania  | 4  | 5 | 2 | 0 | 3 | 12 | 28 | -16 |
| 5.  | Svizzera  | 2  | 5 | 1 | 0 | 4 | 6  | 31 | -25 |
| 6.  | Angola    | 1  | 5 | 0 | 1 | 4 | 7  | 21 | -14 |

| Data      | Ora | Gara      | Gara | Gara      |
| --------- | --- | --------- | ---- | --------- |
| 19 luglio |     | Angola    | 2-3  | Svizzera  |
| 19 luglio |     | Argentina | 1-2  | Spagna    |
| 19 luglio |     | Germania  | 2-9  | Italia    |
| 20 luglio |     | Angola    | 1-8  | Spagna    |
| 20 luglio |     | Argentina | 6-0  | Germania  |
| 20 luglio |     | Italia    | 11-1 | Svizzera  |
| 21 luglio |     | Angola    | 0-4  | Italia    |
| 21 luglio |     | Argentina | 5-1  | Argentina |
| 21 luglio |     | Germania  | 3-10 | Spagna    |
| 22 luglio |     | Angola    | 2-4  | Germania  |
| 22 luglio |     | Argentina | 0-1  | Italia    |
| 22 luglio |     | Spagna    | 10-0 | Svizzera  |
| 23 luglio |     | Angola    | 2-2  | Argentina |
| 23 luglio |     | Germania  | 3-1  | Svizzera  |
| 23 luglio |     | Italia    | 0-4  | Spagna    |

#### Girone B
| Pos | Squadra     | Pt | G | V | N | P | GF | GS | DG  |
| --- | ----------- | -- | - | - | - | - | -- | -- | --- |
| 1.  | Portogallo  | 10 | 5 | 5 | 0 | 0 | 38 | 5  | +33 |
| 2.  | Stati Uniti | 8  | 5 | 4 | 0 | 1 | 23 | 16 | +7  |
| 3.  | Brasile     | 5  | 5 | 2 | 1 | 2 | 18 | 9  | +9  |
| 4.  | Paesi Bassi | 5  | 5 | 2 | 1 | 2 | 14 | 16 | -2  |
| 5.  | Cile        | 2  | 5 | 1 | 0 | 4 | 8  | 26 | -18 |
| 6.  | Australia   | 0  | 5 | 0 | 0 | 5 | 7  | 36 | -29 |

| Data      | Ora | Gara        | Gara | Gara        |
| --------- | --- | ----------- | ---- | ----------- |
| 19 luglio |     | Australia   | 2-11 | Portogallo  |
| 19 luglio |     | Brasile     | 6-0  | Cile        |
| 19 luglio |     | Paesi Bassi | 4-6  | Stati Uniti |
| 20 luglio |     | Australia   | 0-8  | Brasile     |
| 20 luglio |     | Cile        | 2-5  | Stati Uniti |
| 20 luglio |     | Paesi Bassi | 1-6  | Portogallo  |
| 21 luglio |     | Australia   | 2-6  | Cile        |
| 21 luglio |     | Brasile     | 3-3  | Paesi Bassi |
| 21 luglio |     | Portogallo  | 8-1  | Stati Uniti |
| 22 luglio |     | Australia   | 2-7  | Stati Uniti |
| 22 luglio |     | Brasile     | 1-2  | Portogallo  |
| 22 luglio |     | Cile        | 0-2  | Paesi Bassi |
| 23 luglio |     | Australia   | 1-4  | Paesi Bassi |
| 23 luglio |     | Brasile     | 0-4  | Stati Uniti |
| 23 luglio |     | Cile        | 0-11 | Portogallo  |

### Fase finale

#### Tabellone principale
|  | Quarti di finale | Quarti di finale | Quarti di finale |           |           | Semifinali  | Semifinali | Semifinali |           |           | Finale    | Finale          | Finale          |                 |           |
|  |                  |                  |                  |           |           |             |            |            |           |           |           |                 |                 |                 |           |
|  | 25 luglio        |                  |                  |           |           |             |            |            |           |           |           |                 |                 |                 |           |
|  | A1               | Spagna           | 4                |           |           |             |            |            |           |           |           |                 |                 |                 |           |
|  | B4               | Paesi Bassi      | 5                |           |           | 26 luglio   | 26 luglio  | 26 luglio  | 26 luglio | 26 luglio |           |                 |                 |                 |           |
|  |                  |                  |                  |           | B4        | Paesi Bassi | 1 (4)      |            |           |           |           |                 |                 |                 |           |
|  | 25 luglio        | 25 luglio        | 25 luglio        | 25 luglio |           | A3          | Argentina  | 1 (2)      |           |           |           |                 |                 |                 |           |
|  | B2               | Stati Uniti      | 5 (6)            |           |           |             |            |            |           |           |           |                 |                 |                 |           |
|  | A3               | Argentina        | 5 (8)            |           |           |             |            |            |           |           | 27 luglio | 27 luglio       | 27 luglio       | 27 luglio       | 27 luglio |
|  |                  |                  |                  |           |           |             |            |            |           |           | B4        | Paesi Bassi     | 0               |                 |           |
|  | 25 luglio        | 25 luglio        | 25 luglio        | 25 luglio | 25 luglio |             |            |            |           |           | A1        | Portogallo      | 7               |                 |           |
|  | B1               | Portogallo       | 8                |           |           |             |            |            |           |           |           |                 |                 |                 |           |
|  | A4               | Germania         | 0                |           |           | 26 luglio   | 26 luglio  | 26 luglio  | 26 luglio | 26 luglio |           | Finale 3º posto | Finale 3º posto | Finale 3º posto |           |
|  |                  |                  |                  |           | B1        | Portogallo  | 5          |            | 27 luglio | 27 luglio | 27 luglio | 27 luglio       | 27 luglio       |                 |           |
|  | 25 luglio        | 25 luglio        | 25 luglio        | 25 luglio |           | B3          | Brasile    | 1          |           |           | A3        | Argentina       | 4               |                 |           |
|  | A2               | Italia           | 5                |           |           |             |            |            |           | B3        | Brasile   | 0               |                 |                 |           |
|  | B3               | Brasile          | 6                |           |           |             |            |            |           |           |           |                 |                 |                 |           |

##### Finale
| Porto 27 luglio 1991 | Paesi Bassi | 0 – 7 | Portogallo | Pavilhão Rosa Mota |

#### Tabellone 5º/8º posto
|  | Semifinali - 26 luglio | Semifinali - 26 luglio | Semifinali - 26 luglio |        |    | Finale 5º posto - 27 luglio | Finale 5º posto - 27 luglio | Finale 5º posto - 27 luglio |  |
|  |                        |                        |                        |        |    |                             |                             |                             |  |
|  | A1                     | Spagna                 | 3                      |        |    |                             |                             |                             |  |
|  | A1                     | Spagna                 | 3                      |        |    |                             |                             |                             |  |
|  | B2                     | Stati Uniti            | 2                      |        |    |                             |                             |                             |  |
|  | B2                     | Stati Uniti            | 2                      |        | A1 | Spagna                      | 3                           |                             |  |
|  |                        |                        |                        |        | A1 | Spagna                      | 3                           |                             |  |
|  |                        |                        | A2                     | Italia | 4  |                             |                             |                             |  |
|  | A4                     | Germania               | A2                     | Italia | 4  | 4                           |                             |                             |  |
|  | A4                     | Germania               |                        |        |    | 4                           |                             |                             |  |
|  | A2                     | Italia                 | 9                      |        |    | Finale 7º posto - 27 luglio | Finale 7º posto - 27 luglio | Finale 7º posto - 27 luglio |  |
|  | A2                     | Italia                 | 9                      |        |    |                             |                             |                             |  |
|  |                        |                        |                        |        |    |                             |                             |                             |  |
|  |                        |                        |                        |        |    | B2                          | Stati Uniti                 | 5                           |  |
|  |                        |                        |                        |        |    | B2                          | Stati Uniti                 | 5                           |  |
|  |                        |                        |                        |        |    | A4                          | Germania                    | 4                           |  |

#### Girone 9º/12º posto
| Pos | Squadra   | Pt | G | V | N | P | GF | GS | DG  |
| --- | --------- | -- | - | - | - | - | -- | -- | --- |
| 1.  | Svizzera  | 6  | 3 | 3 | 0 | 0 | 13 | 4  | +9  |
| 2.  | Angola    | 3  | 3 | 1 | 1 | 1 | 7  | 6  | +1  |
| 3.  | Cile      | 2  | 3 | 1 | 0 | 2 | 12 | 10 | +2  |
| 4.  | Australia | 1  | 3 | 0 | 1 | 2 | 8  | 20 | -12 |

| Data      | Ora | Gara      | Gara | Gara      |
| --------- | --- | --------- | ---- | --------- |
| 25 luglio |     | Angola    | 3-3  | Australia |
| 25 luglio |     | Cile      | 1-4  | Svizzera  |
| 26 luglio |     | Angola    | 3-0  | Cile      |
| 26 luglio |     | Australia | 2-6  | Svizzera  |
| 27 luglio |     | Angola    | 1-3  | Svizzera  |
| 27 luglio |     | Australia | 3-11 | Cile      |

## Classifica finale
| Pos | Squadra     |
| --- | ----------- |
| 1.  | Portogallo  |
| 2.  | Paesi Bassi |
| 3.  | Argentina   |
| 4.  | Brasile     |
| 5.  | Italia      |
| 6.  | Spagna      |
| 7.  | Stati Uniti |
| 8.  | Germania    |
| 9.  | Svizzera    |
| 10. | Angola      |
| 11. | Cile        |
| 12. | Australia   |